# جانوس شتاين
جانوس شتاين (بالمجرية: Stein János)‏ (و. 1874 – 1944 م) هو رسام مجري، ولد في كلوج نابوكا، توفي في بودابست، عن عمر يناهز 70 عاماً.